# 盲眼冥脂鯉
盲眼冥脂鯉，為輻鰭魚綱脂鯉目脂鯉亞目脂鯉科的其中一個種，為熱帶淡水魚，分布於南美洲巴西聖弗朗西斯科河上游流域，體長可達2.4公分，棲息在洞穴的靜止水域，生活習性不明。

## 扩展阅读
- 維基物種上的相關：盲眼冥脂鯉